# Gaëtan Charbonnier
Gaëtan Charbonnier (Saint-Mandé, 27 december 1988) is een Frans voetballer die doorgaans speelt als spits. In juli 2024 verruilde hij SC Bastia voor Pouzauges Bocage.

## Carrière
Charbonnier startte zijn carrière bij Châtellerault in de CFA. Na zijn debuutseizoen 2007/08 werd hij door Paris Saint-Germain gescout om het tweede elftal te kunnen versterken. Na slechts één seizoen daar verkaste de spits naar Angers. Bij die club tekende hij voor vier seizoenen, maar hij vertrok na drie jaar naar Montpellier, de op dat moment regerend kampioen van de Ligue 1. Na één seizoen vertrok hij al naar Stade de Reims, waar hij voor vier jaar tekende.
In de zomer van 2017 maakte Charbonnier transfervrij de overstap naar Stade Brestois, waar hij zijn handtekening zette onder een verbintenis voor de duur van twee seizoenen. In november 2018 werd dit contract met twee seizoenen verlengd, tot medio 2021. Aan het einde van het seizoen 2018/19 promoveerde Stade Brestois met een tweede plaats naar de Ligue 1. Met zevenentwintig doelpunten kroonde Charbonnier zich tot topscorer op het tweede niveau.
In de zomer van 2021 nam Auxerre de spits transfervrij over. Tijdens zijn eerste seizoen leverde hij met zeventien doelpunten een bijdrage aan een promotie naar de Ligue 1. In december 2022 verkaste Charbonnier naar Saint-Étienne, waar hij tekende tot het einde van het seizoen met een optie op een jaar extra. Anderhalve maand na zijn komst liep de aanvaller een blessure op aan zijn voorste kruisband. Hierdoor kwam er een vervroegd einde aan zijn seizoen. In juni 2023 werd zijn verbintenis met een jaar verlengd, met opnieuw een optie voor een seizoen extra. In januari 2024 nam SC Bastia hem over. Charbonnier ging een half seizoen later voor Pouzauges Bocage spelen, waar zijn broer trainer was.

## Erelijst
| Topscorer Ligue 2 | 1 | 2018/19 (27 goals) |